# حمام الكهية
حمّام الكهية من حمامات بغداد العامة القديمة يقع في جانب الرصافة من بغداد في محلة دكان شناوة في الشارع الضيق الذي بجانب جامع الكهية، عند سفح تبة الكرد من جهة رأس الكنيسة، وقد زال بعد هدم تلك الجهات عند شق شارع الجمهورية عام 1958م. وان تسميته بحمام الكهية لمجاورته إلى جامع الكهية. وان (جامع الأحمدية) أو (جامع الميدان) يسمى جامع الكهية.
ولكن عباس العزاوي أشار في كتابه (عشائر العراق) إلى تأريخ تأسيس جامع سمي (جامع الكهية) فذكر : ان من علماء عشيرة الزند المشهورين في بغداد أحمد الزند، وابنه محمد أمين الزند مفتي بغداد. وكان هو ووالده مدرسين، ثم صار أمين مفتياً بدل أبي الثناء الآلوسي وبعد ذلك صار كهية، وعضواً في مجلس الشورى في استانبول وتوفي هناك في 13 صفر سنة 1285 - 1868م، وجامع الكهية من تأسيس كامل بك واخوته ويسمى باسم والدهم (جامع الكهية).